# Le Tampon du capiston (film, 1930)
Pour plus de détails, voir Fiche technique et Distribution.
Le Tampon du capiston est un film français réalisé par Jean Toulout et Joe Francis, sorti en 1930.

## Synopsis
Une comédie du mariage, avec un chassé-croisé entre un capitaine, sa sœur Hortense, son ordonnance et une charmante soubrette.

## Fiche technique
- Titre original : Le Tampon du capiston
- Réalisation : Jean Toulout et Joe Francis
- Scénario : André Mouëzy-Éon et Alfred Vercourt[1], adaptation du vaudeville éponyme de Mouëzy-Éon, Vercourt et Jean Bever
- Décors : Hugues Laurent[2]
- Photographie : René Guichard et Maurice Guillemin[3]
- Production : Alex Nalpas[4]
- Société de production : Cinélux
- Pays d'origine :  France
- Format : Noir et blanc - 35 mm - 1,37:1
- Genre : comédie
- Durée : 62 minutes
- Date de sortie : France, 1930

## Distribution
- Bach : Isidore Cochu, l'ordonnance du capitaine (le tampon du capiston)
- Henry-Laverne : le capitaine Reverchon
- Alice Tissot : Hortense Reverchon
- Hélène Hallier : Yvonne Reverchon
- Charles Prince : Maître Pouponnet
- Oléo : Mélanie
- Georges Dorival[5] : le commandant Fourcadel
- Louis Pré fils : Briffoteau
- Édouard Rousseau : un chasseur
- Georges Despaux : le margis (le maréchal-des-logis)
- Jacques Berger